# پولگا (کالیفرنیا)
پولگا (به انگلیسی: Pulga) یک منطقهٔ مسکونی در ایالات متحده آمریکا است که در شهرستان بیوت، کالیفرنیا واقع شده‌است. پولگا ۴۲۶ متر بالاتر از سطح دریا واقع شده‌است.